# Max Liebermann von Sonnenberg
Max Liebermann von Sonnenberg (né le 21 août 1848 à Weißwasser, arrondissement de Tuchel, province de Prusse-Occidentale, et mort le 17 novembre 1911 à Berlin) est un officier prussien, fondateur du Parti social allemand, député du Reichstag et publiciste antisémite dans l'Empire allemand.

## Biographie
Liebermann von Sonnenberg est issu d'une famille d'officiers prussiens et rejoint l'armée prussienne en 1866, comme son père avant lui. En tant que premier lieutenant, il participe à la guerre franco-prussienne de 1870/71, subit de graves blessures de guerre et reçoit la croix de fer de 2e classe. Liebermann sait utiliser son image de héros de guerre pour sa carrière politique.

### "Mouvement de Berlin" et pétition antisémite

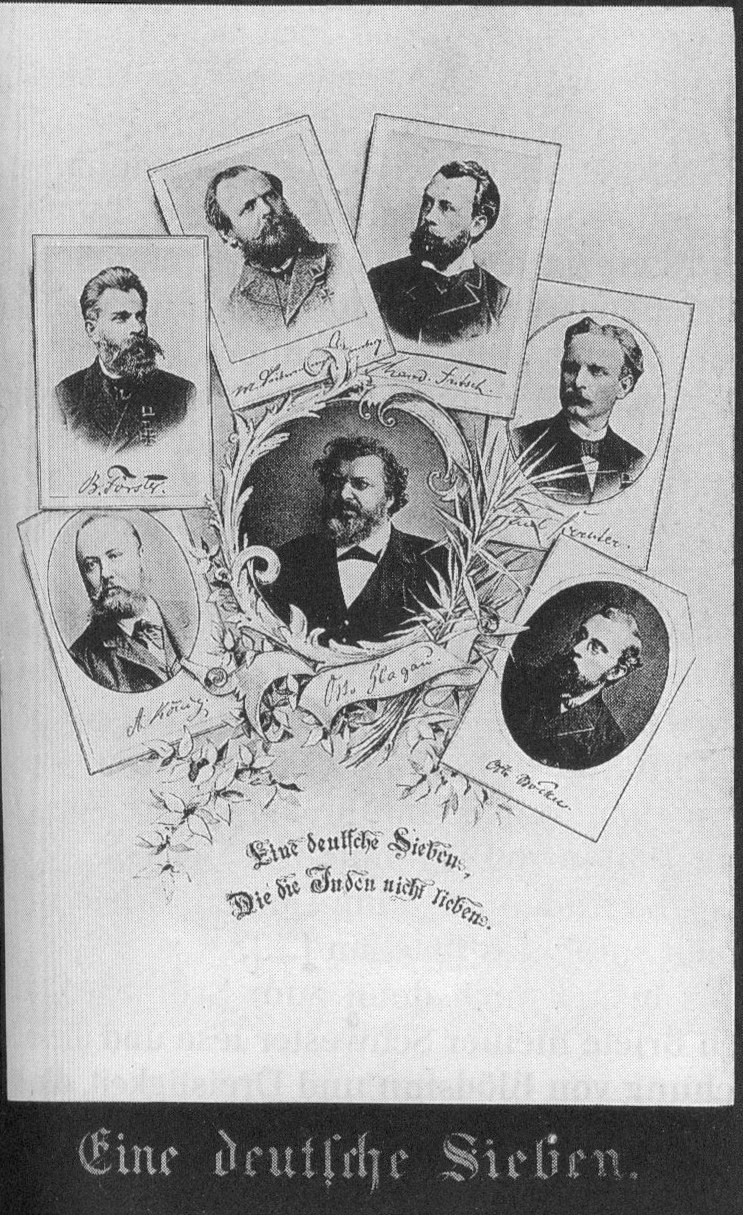
« Mouvement de Berlin » : Milieu Otto Glagau ; dans le sens des aiguilles d'une montre Adolf König, Bernhard Förster, Max Liebermann von Sonnenberg, Theodor Fritsch, Paul Förster et Otto Böckel, vers 1880

Dans l'Empire allemand, Liebermann est politiquement actif dans le mouvement völkisch et participe également aux « congrès anti-juifs internationaux ». Avec les agitateurs du « mouvement berlinois » Paul et Bernhard Förster et Ernst Henrici, il lance une « pétition antisémite » accusant les Juifs d'infiltration économique, sociale et raciale de l'organisme national allemand. Par rapport à l'agitation générale du "mouvement de Berlin", les quatre revendications de la pétition sont plutôt modérées :
1. Restriction à l'immigration des Juifs orientaux d'Autriche-Hongrie et de Russie.
2. Exclusion des Juifs de tous les postes d'autorité, en particulier de la fonction de juge.
3. Interdiction d'employer des enseignants juifs dans les écoles élémentaires et restrictions strictes à leur emploi dans toutes les autres écoles.
4. Reprise des statistiques officielles sur la population juive.

La pétition est signée par environ 250 000 citoyens et rend Liebermann populaire dans toute l'Empire allemand. Il remet la pétition à la Chancellerie en 1881, mais le chancelier Otto von Bismarck l'ignore.
La même année, Liebermann, avec Bernhard Förster, fonde l'Association du peuple allemand et l'antisémite Deutsche Volkszeitung, dont il est rédacteur en chef de 1885 à 1887.
En 1884, il quitte l'armée prussienne et se consacre entièrement à son travail d'écrivain et de publiciste politique. En 1894, il reprend l'Antisemitische Correspondenz de Theodor Fritsch, qu'il transforme en journal du parti sous le nom de Deutsch-Soziale Blatter. Dans leurs contributions, les Juifs sont tenus pour responsables des crises économiques et des contradictions sociales de l'industrialisation allemande. Les approches théoriques raciales jouent un rôle croissant dans les publications. L'antisémitisme de Sonnenberg peut être considéré comme une position médiane entre l'antisémitisme chrétien-social d'Adolf Stoecker et l'aile anticonservatrice du mouvement autour d'Otto Böckel et d'Oswald Zimmermann.

### Homme politique
En 1889, Sonnenberg réussit l'unification de divers groupes antisémites pour former le Parti social allemand. Avec ce dernier, il est élu au Reichstag en 1890, dont il reste député jusqu'en 1911. Dans la 3e circonscription de Cassel (Fritzlar (de)-Homberg (de)-Ziegenhain), il est toujours réélu à une large majorité. En 1894, il unit son parti au Parti allemand de la réforme fondé par Otto Böckel pour former le Parti social allemand de la réforme (DSRP). Leur programme prévoit le renversement de l'égalité juridique des Juifs vivant en Empire allemand et parle aussi d'une « solution définitive à la question juive » et de « l'anéantissement du peuple juif ». En outre, le DSRP représente des revendications de réformes sociales en faveur de la classe moyenne et de l'agriculture. En 1900, après de féroces combats entre factions, le parti se scinde à nouveau. Liebermann n'est pas en mesure de faire passer la fusion de la faction du Reichstag et de la direction du parti, ce qui lui aurait donné un contrôle illimité sur le parti. Il redevient président du Parti social allemand. Indépendamment des querelles politiques partisanes, Liebermann est considéré par le public comme un orateur charismatique et une figure de proue de l'antisémitisme.
Après de mauvais résultats électoraux en 1898 et 1903, Liebermann conduit son parti à une association plus étroite avec le Parti conservateur allemand et la Fédération des agriculteurs. En 1903, Liebermann fonde l'Union économique (de) en tant que groupe de socialistes allemands, de socialistes chrétiens, de l'Union des agriculteurs et de l'Union des agriculteurs bavarois. Le groupe fait campagne pour des tarifs spéciaux sur les produits anglais. Ils doivent protéger la compétitivité des entreprises allemandes menacées par une vague de faillites. Liebermann et la clientèle de son parti tiennent le « libéralisme de Manchester » de mèche avec les Juifs en tant que cerveaux présumés responsables de cela. L'agriculture doit être protégée par des droits de douane élevés contre la chute des prix sur le marché agricole mondialisé.
Dans l'ensemble, cependant, l'antisémitisme de Liebermann cède de plus en plus la place à la propagation de la politique coloniale allemande et de la puissance mondiale. À partir de 1905, il soutient la construction navale dans l'empire wilhelminien, propage une guerre contre l'Angleterre et met en garde contre le parlementarisme anglais, qu'il comprend comme une « désintégration » du patriotisme et de la force militaire de l'Empire allemand. En 1908, dans le cadre de l'affaire du Daily Telegraph, il attaque publiquement le ministre des Colonies anglais Arthur Neville Chamberlain et l'accuse de porter atteinte à la monarchie allemande. Les déclarations de Liebermann contribué de manière significative à l'image négative de l'Empire allemand dans le public anglais.
À Munich, à l'été 1911, Sonnenberg publie ses mémoires, Glückszeit meines Lebens. Erinnerungen aus dem großen deutschen Kriege 1870/71.
Max Liebermann von Sonnenberg décède le 17 novembre 1911 à l'âge de 63 ans à Berlin. Il est  enterré au cimetière des Invalides. La tombe n'a pas survécu.

## Travaux
- Max Liebermann von Sonnenberg, Rheinreise. Ein Cyclus lyrischer Gedichte, 1878.
- Max Liebermann von Sonnenberg, Gedichte, 1879.
- Max Liebermann von Sonnenberg, Die Judenfrage und der Synagogenbrand in Neustettin, 1883.
- Max Liebermann von Sonnenberg, Die Judenfrage und der Synagogenbrand in Neustettin. Rede (nach dem Stenogramm), gehalten am 25. October 1883 in der großen Volksversammlung auf dem Berliner Bock, 1883.
- Max Liebermann von Sonnenberg, Die Schädigung des deutschen Nationalgeistes durch die jüdische Nation. Vortrag, 1892.
- Max Liebermann von Sonnenberg, Die Bauernwürger. Eine Geschichte mit 12 Bildern aus dem Leben, 1894.
- Max Liebermann von Sonnenberg, Aus der Glückszeit meines Lebens. Erinnerungen aus dem großen deutschen Kriege 1870/71, 1911.

### En tant qu'éditeur
- Beiträge zur Geschichte der antisemitischen Bewegung vom Jahre 1880-1885 bestehend in Reden, Broschüren, Gedichten., Max Liebermann von Sonnenberg, 1885.